# Zîmne, Volodîmîr-Volînskîi
Zîmne (în ucraineană Зи́мне) este localitatea de reședință a comunei Zîmne din raionul Volodîmîr-Volînskîi, regiunea Volînia, Ucraina.

## Demografie
Componența lingvistică a localității Zîmne
     Ucraineană (98,94%)
     Alte limbi (1,06%)
Conform recensământului din 2001, majoritatea populației localității Zîmne era vorbitoare de ucraineană (98,94%), existând în minoritate și vorbitori de alte limbi.